# Собачий загон
«Собачий загон» (англ. Dog Pound; другое название «Загон для собак») — фильм совместного производства Канады, вышедший на экраны в 2010 году. В этом же году на фестивале Tribeca Film Festival, проходившем в Нью-Йорке, режиссёр Ким Шапиро, представлявший фильм «Собачий загон», победил в номинации «Лучший начинающий автор игрового кино». Фильм является ремейком драмы английского режиссёра Алана Кларка «Отбросы» (Scum) 1979 года.

## Сюжет
Трое молодых парней (шестнадцатилетний Дэйвис, осужденный за незаконный оборот наркотиков; пятнадцатилетний Энджел, осуждённый за кражу автомобиля с применением насилия и семнадцатилетний Бутч, переведённый из другого центра несовершеннолетних за нападение на надзирателя) попадают в исправительную колонию для подростков. Каждый из ребят избирает свою линию поведения: кто-то пытается быть незаметным для местных авторитетов и надзирателей и молча терпит все издевательства и унижения, подчиняясь общим правилам, а кто-то пытается эти правила свергнуть, и установить в центре несовершеннолетних правонарушителей свои порядки…

## В ролях
- Адам Батчер — Бутч
- Шейн Киппель — Дэйвис
- Матео Моралес — Энджел
- Тейлор Пулин — Бэнкс
- Лоуренс Бэйн — Гудьер
- Брайан Мерфи — Эккерслей
- Клэйтон Джозеф — Карук
- Александр Конти — Сэл

## Саундтрек
Над музыкой к фильму «Собачий загон» работали:
- Техасская пост-рок группа «Balmorhea»
- Сомалийско-канадский поэт, рэпер и музыкант K’naan
- Французский рэпер Nikkfurie[фр.]